# イン・カメラ
イン・カメラ（In Camera）は、イングランドのポストパンク・グループ。デヴィッド・スタイナー（ボーカル、キーボード）、アンドリュー・グレイ（ギター）、ピート・ムーア（ベース）、ジェフ・ウィルモット（ドラム）で構成されており、1978年にロンドンで結成され、4ADレーベルと契約した。バンドはシングル1枚とEP2枚だけをリリースした後、1981年に解散した（最後の1枚は解散後にリリースされた）。

## 背景
若きドラマーのジェフ・ウィルモットが、野心的なベーシストのピート・ムーアを歌手のデヴィッド・スタイナーに紹介したときにグループの種は蒔かれた。このコア・メンバーを通じて、ギタリストのアンドリュー・グレイの追加がなされた。バウハウスのオープニング・アクトや、ロンドンのソーホーにある「ビリーズ」での扇動的なパフォーマンスを経た後、イン・カメラはバウハウスのレコード・レーベルであった4ADと契約した。
イン・カメラは1980年6月に7インチ・シングル「Final Achievement」/「Die Laughing」をリリースし、その6か月後には4曲入りEP『IV Songs』をリリースした。イングランド全土で様々なギグが実現し、1980年末にはジョン・ピール・セッションで最高潮に達した。これにより、セッションはEP『Fin』として12インチでリリースされた。この録音は、1981年の円満に解散する前のバンドによる最後のアナログ・レコードとなった。

## 解散後
回顧アルバム『13 (Lucky for Some)』は、1992年にCDでリリースされた。全作品のリリースは、4ADレーベルからとなった。
2015年3月、4ADは、未発表曲、リハーサル・テープ、ライブ・レコーディング、デモを収録した、イン・カメラの1981年以前の作品によるアンソロジーであるアルバム『Era』を、ファンとの直接のプラットフォームであるプレッジ・ミュージック経由で予約注文を受けると発表した。『Era』は、2015年6月にデジタル、2枚組CD、および2枚組LPのフォーマットでリリースされた。
解散後、アンドリュー・グレイはウルフギャング・プレスに加入した。

## ディスコグラフィ

### コンピレーション・アルバム
- 『13 (アンラッキー・フォー・サム)』 - 13 (Lucky for Some) (1992年、4AD)
- Era (2015年、4AD)[3]

### EP
- IV Songs (1980年、4AD)
- Fin (1982年、4AD)

### シングル
- "Final Achievement"/"Die Laughing" (1980年)